# 김신영 (1983년생 축구 선수)
김신영(한국 한자: 金信泳, 1983년 6월 16일 ~ )은 대한민국의 전 축구 선수이며 포지션은 스트라이커였다.

## 축구인 경력

### 선수 경력
한양대학교 축구부를 나온 이후 J리그 디비전 2의 세레소 오사카에 입단하였다. 반 시즌 만에 사간 토스로 임대를 통해 팀을 옮겨 리그 20경기에 출전하여 6골을 기록하는 준수한 활약을 펼쳤으나 이듬 해에는 시즌 2골에 그치는 부진한 성적을 거두었다.
2009년 반포레 고후로 이적하여 리그 45경기에 나서 14골을 성공시키며 첫 두 자릿 수 득점을 기록하였다. 고후는 2011 시즌 1부 리그로 승격하였으나 김신영은 전력 외로 분류되어 2011년 여름 에히메 FC로 이적하며 2부 리그로 돌아왔다.
2012 시즌을 앞두고 전남 드래곤즈로 이적하며 K리그에 첫 발을 디디게 되었다. 반 시즌 간 11경기에 출전하여 1골을 기록한 후 여름 이적시장에서 전북 현대 모터스로 이적하였다.